# WASP-1
WASP-1 är en dubbelstjärna belägen i den södra delen av stjärnbilden Andromeda. Den har en gemensam skenbar magnitud av ca 11,68 och kräver ett kraftfullt teleskop för att kunna observeras. Baserat på parallax enligt Gaia Data Release 3 på ca 2,61 mas beräknas den befinna sig på ett avstånd av ca 1 250 ljusår (ca 383 parsec) från solen. Den rör sig närmare solen med en heliocentrisk radialhastighet av ca -14 km/s.

## Egenskaper
Primärstjärnan WASP-1A är en gul till vit stjärna i huvudserien av spektralklass F7 V. Den har en massa av ca 1,3 solmassa, en radie av ca 1,5 solradie och utsänder energi från dess fotosfär motsvarande ca 2,9 gånger solen vid en effektiv temperatur av ca 6 100 K.    

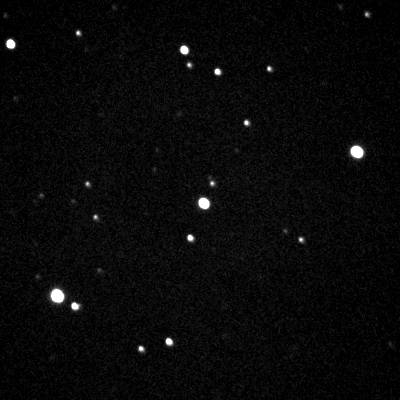
Teleskopfoto av WASP-1

Följeslagaren WASP-1B är en gul till vit stjärna, som har en massa av ca 0,3 solmassa och en effektiv temperatur av ca 3 400 K. WASP-1B är belägen norr om WASP-1A med en vinkelavstånd på ca 4,6 bågsekunder, vilket motsvarar ett projicerat avstånd på 1 587 AE. WASP-1B identifierades först i observationer från 2006 och bekräftades i ytterligare observationer från 2012 till 2014, vilka visade att den delar egenrörelsen med WASP-1A, vilket anger att de två stjärnorna är gravitationellt bundna till varandra.

## Planetsystem
År 2006 upptäckte med hjälp av transitmetoden teamet vid Wide Angle Search for Planets en exoplanet, WASP-1b, i omlopp kring WASP-1A. Planeten har en densitet på 0,31 till 0,40 g/cm3, vilket gör den ungefär hälften så tät som Saturnus och en tredjedel så tät som vatten. WASP-1b:s omloppsbana lutar 79,0 +4,3−4,5 grader mot stjärnans rotationsaxel, vilket gör den till en nästan "polär" omloppsbana. Planeten är känd som en transiterande het Jupiter.
Två sökningar efter ytterligare planeter med hjälp av variationer i transittid har gett negativa resultat.
| Planet | Massa            | Halv storaxel (AE) | Siderisk omloppstid (d) | Excentricitet | Inklination    | Radie                 |
| ------ | ---------------- | ------------------ | ----------------------- | ------------- | -------------- | --------------------- |
| b      | 0,948 ± 0,028 MJ | 0,03958 ± 0,00047  | 2,51994480 ± 0,00000050 | <0,013        | 90,0 +0,0−2,9° | 1,514 +0,052−0,047 RJ |